# Jean Sabin
Pour les articles homonymes, voir Sabin.
Jean Sabin est un homme politique français né le 25 décembre 1870 à Gaillac (Tarn) et décédé le 1er août 1928 à Paris.
Viticulteur, militant socialiste, il est maire de Sénouillac et conseiller d'arrondissement. Il est député SFIO du Tarn de 1910 à 1919.

## Sources
- « Jean Sabin », dans le Dictionnaire des parlementaires français (1889-1940), sous la direction de Jean Jolly, PUF, 1960 [détail de l’édition]